# Narella allmani
Narella allmani är en korallart som först beskrevs av Wright och Studer 1889.  Narella allmani ingår i släktet Narella och familjen Primnoidae. Inga underarter finns listade i Catalogue of Life.